# فرديس (ألبرز)
فرديس هي مدينة في مقاطعة فرديس، إيران. عدد سكان هذه المدينة هو 181,174 في سنة 2016.